# Johan de Kock
Johannes ("Johan") de Kock (ur. 25 października 1964 w Sliedrecht) – piłkarz holenderski grający na pozycji środkowego obrońcy, a czasami defensywnego pomocnika.

## Kariera klubowa
De Kock jest wychowankiem małego klubu VV Sliedrecht. W 1984 roku trafił do pierwszoligowego FC Groningen i właśnie w jego barwach zadebiutował w ekstraklasie Holandii. W pierwszym sezonie gry pokazał się z dobrej strony strzelając 4 gole, a jego klub zajął 5. miejsce w lidze. W sezonie 1985/1986 de Kock grał w pomocy klubu z Groningen i stał się jednym z najlepszych strzelców zespołu zdobywając aż 11 bramek, a Groningen zakwalifikowało się do Pucharu UEFA. Także w kolejnym sezonie Johan był skuteczny i zdobył 9 goli dla swojego klubu. Latem 1987 de Kock przeszedł do Utrechtu, gdzie początkowo także grał w pomocy, ale z czasem przekwalifikowano go na środkowego obrońcę. Z Utrechtem nie odnosił większych sukcesów, a najwyższe miejsce jakie zajął to miejsce 4. w sezonie 1990/1991, a tak notorycznie klub bronił się przed spadkiem. W zespole tym de Kock grał przez 7 sezonów i rozegrał w nim blisko 180 meczów.
Latem 1994 de Kock przeszedł do Rody Kerkrade, z którą już w pierwszym sezonie gry wywalczył wicemistrzostwo Holandii. Grał z nią w Pucharze UEFA, w rok później zajął z nią 4. pozycję. Latem 1996 de Kock wyjechał do Niemiec i podpisał kontrakt z zespołem FC Schalke 04. W Bundeslidze zadebiutował 17 sierpnia w przegranym 0:4 wyjazdowym meczu z VfB Stuttgart. Od początku sezonu miał pewne miejsce w pierwszej jedenastce i w bloku obronnym najczęściej grywał z Thomasem Linke czy Olafem Thonem. Schalke słabo spisało się w lidze zajmując dopiero 12. miejsce, ale osiągnęło największy sukces w historii klubu, jakim było zdobycie Pucharu UEFA. De Kock wystąpił w obu finałowych meczach z Interem Mediolan. W Schalke de Kock grał jeszcze przez kolejne 3 sezony, ale nie odniósł już większych sukcesów, a po problemach z kontuzjami zakończył karierę w 2000 roku w wieku 36 lat.
| Sezon   | Klub             | Kraj     | Rozgrywki  | Mecze | Bramki |
| ------- | ---------------- | -------- | ---------- | ----- | ------ |
| 1984/85 | FC Groningen     | Holandia | Eredivisie | 13    | 4      |
| 1985/86 | FC Groningen     | Holandia | Eredivisie | 31    | 11     |
| 1986/87 | FC Groningen     | Holandia | Eredivisie | 33    | 9      |
| 1987/88 | FC Utrecht       | Holandia | Eredivisie | 33    | 8      |
| 1988/89 | FC Utrecht       | Holandia | Eredivisie | 27    | 1      |
| 1989/90 | FC Utrecht       | Holandia | Eredivisie | 33    | 1      |
| 1990/91 | FC Utrecht       | Holandia | Eredivisie | 32    | 1      |
| 1991/92 | FC Utrecht       | Holandia | Eredivisie | 33    | 3      |
| 1992/93 | FC Utrecht       | Holandia | Eredivisie | 33    | 3      |
| 1993/94 | FC Utrecht       | Holandia | Eredivisie | 33    | 3      |
| 1994/95 | Roda JC Kerkrade | Holandia | Eredivisie | 31    | 6      |
| 1995/96 | Roda JC Kerkrade | Holandia | Eredivisie | 34    | 5      |
| 1996/97 | FC Schalke 04    | Niemcy   | Bundesliga | 28    | 1      |
| 1997/98 | FC Schalke 04    | Niemcy   | Bundesliga | 31    | 4      |
| 1998/99 | FC Schalke 04    | Niemcy   | Bundesliga | 20    | 1      |
| 1999/00 | FC Schalke 04    | Niemcy   | Bundesliga | 4     | 0      |

## Kariera reprezentacyjna
W reprezentacji Holandii de Kock zadebiutował 24 lutego 1993 roku w wygranym 3:1 meczu z Turcją, rozegranym w ramach eliminacji do Mistrzostw Świata w USA. Na sam turniej jednak nie pojechał, a 2 lata później znalazł się w kadrze na Euro 96. Tam był podstawowym zawodnikiem drużyny Guusa Hiddinka i wystąpił we wszystkich meczach, także tym ćwierćfinałowym, przegranym po rzutach karnych z Francją. W reprezentacji Holandii de Kock wystąpił w 13 meczach i zdobył 1 gola (w wygranym 2:0 sparingu z Chinami).